# .onion
.onion је специјални интернет домен који пружа анонимни скривени сервис коме се може приступити преко Tor мреже. Такве адресе нису стварна DNS имена и .onion интернет домен није у DNS корену, али са одговарајућим прокси сервером веб прегледачи могу приступити сајтовима са .onion адресама слањем захтева кроз мреже Tor сервера. Сврха коришћења таквог система је да отежа праћење пружаоца информације, као и особе која приступа тој информацији.

## Формат
Адресе у .onion интернет домену су углавном неразумљиве, а састоје се од 16 знакова који се аутоматски генеришу на основу јавног кључа када је скривени сервис конфигурисан. Ове адресе могу садржати било која слова енглеског алфабета и децималне бројеве од 2 до 7 и тако представљају 80-битни број у основи 32. Могуће је подесити читљив .оnion URL (нпр. почиње са именом организације) генерисањем великих бројева парова кључева (рачунски процес који се може паралелно обрадити) док се не добије жељени URL.

## WWW ка .onion пролазима
Проксији у Tor мрежи, као што је Tor2web, дозвољавају приступ скривеним сервисима из не-Tor прегледача и за претраживаче веба који не препознају Tor. Коришћењем пролаза, корисници се одричу своје анонимности и верују да ће пролаз доставити исправан садржај. Пролаз и скривени сервис могу да идентификују прегледач и приступе корисничкој IP адреси. Неки проксији користе технике кеширања како би постигли већу брзину учитавања страна од званичног Tor прегледача. Да би се користио пролаз, треба заменити домен .onion било ког скривеног сервиса, са нпр. .tor2web.org.

## .exit
.exit је интернет домен који употребљавају Tor корисници за одређивање излазног чвора који треба користити приликом повезивања са сервисом као што је веб сервер, без потребе за уређивањем конфигурационог фајла за Tor (torrc).
Синтакса коришћена у овом домену је hostname + .exitnode + .exit, тако да корисник који жели да се повеже на http://www.torproject.org/ кроз чвор tor26 мора да унесе URL www.torproject.org.tor26.exit.
Примери примене су приступање сајту који је доступан само на адресама одређене државе или провера да ли одређени чвор ради.
Корисници такође могу да унесу само exitnode.exit за приступ IP адреси излазног чвора.
.exit нотација је онемогућена од верзије 0.2.2.1-alpha због потенцијалних напада на апликацијском нивоу.

## Званични назив
Домен је био концептуално сличан са .bitnet и .uucp, који су раније коришћени.
Организације ICANN, IANA и IETF су 9. септембра 2015. године именовале .onion као "домен специјалне намене" доделивши домену званични статус на основу предлога који су дали Јакоб Апелбаум са Tor пројекта и Facebook инжењер безбедности Алек Муфет.

## HTTPS подршка
SSL скидања су напади из злонамерних излазних чворова на Tor мрежи и она представљају опасност за кориснике који приступају традиционалним HTTPS сајтовима. Сајтови који нуде наменске .onion адресе могу да обезбеде додатни слој осигурања идентитета.